# Visuddhimagga
Le Visuddhimagga (La Voie de la pureté / purification) est généralement considéré comme le texte le plus important de la tradition theravādin en dehors des sutta du canon bouddhique pāli. Il fut rédigé par Buddhaghosa au Ve siècle, en magadhi, au Sri Lanka et consiste en un développement des sept purifications que Gautama Bouddha dans le Rathavinita-sutta (Majjhima Nikaya 24).

## Présentation générale
S'étant converti au bouddhisme, Buddhaghosa se rendit d'Inde au Sri Lanka, dans le grand monastère de Mahavihara, pour traduire en pali les commentaires du Canon pali qui étaient rédigés en singhalais.

### La légende

Buddhaghosa remet les trois copies du Visuddhimagga au supérieur du monastère. Peinture murale, temple Kelaniya Rāja Mahā Vihāra, Colombo, Sri Lanka.

On raconte que les moines le questionnèrent alors à propos de deux versets du Dharma, afin de mettre ses connaissances à l'épreuve. La réponse de Buddhaghosa fut le commentaire du Visuddhimagga. Toujours selon la légende, une fois qu'il eut terminé son commentaire, des divinités cachèrent son texte à deux reprises, si bien qu'il dut le réécrire par deux fois. À la troisième rédaction, les divinités cessèrent de tourmenter Buddhaghosa, et on compara alors les trois versions, qui se révélèrent parfaitement identiques, ce qui constituait une preuve éclatante des connaissances de leur auteur et de sa compréhension de la doctrine. Il fut ainsi autorisé à poursuivre son travail de traducteur et à commenter ses traductions. Ces différents travaux contiennent de nombreuses références au Visuddhimagga.

### Importance duVisuddhimagga
Cette œuvre reste le plus grand compendium de la pensée du Theravada, et elle a un effet durable sur la tradition. Divisé en trois parties, le Visuddhimagga traite de manière approfondie et systématique tous les aspects des thèmes des trois thèmes de la moralité, de la méditation et de la sagesse (appelés aussi les « trois enseignements » (pali: tisikkha (en)) ou encore « enseignements supérieurs » (pali: adhisikkha). En tant que tel, il constitue les prolégomènes au contenu sotériologique de tout le Canon pali.

### Structure générale
Le livre présente le chemin qui mène à la Pureté ultime, c'est-à-dire cette qui est synonyme de Nirvâna. Le plan suit une structure en trois étapes — discipline, concentration, sagesse — classique dans l'enseignement bouddhique. Mais son auteur reprend aussi les sept étapes de pureté que l'on trouve dans le Rathavinita-sutta. Cela donne, dans le plan du texte, les deux puretés que sont la discipline (soit la première partie) et la concentration (soit la deuxième), auxquels viennent s'ajouter cinq puretés dans la quatrième et dernière partie — le thème de la sagesse étant divisé, lui, en deux parties).
Précisons à propos de ces puretés que dans le Rathavinita-sutta, Gautama Bouddha expose la parabole des « Sept relais [de poste] » — une métaphore qui lui sert à présenter une série de sept étapes de purification. En effet, explique le Bouddha, de même qu'un voyageur, doit changer régulièrement d'attelage afin de parvenir au terme de son voyage, celui qui pratique le bouddhisme doit, s'il veut atteindre le Nibbana, passer par sept points, qui tous concernent la pureté, et que l'on appelle « sept puretés ». La première, la pureté de la discipline, permet la pureté de la concentration, qui permet la pureté de la vue, etc.

### Une source de Buddhaghosa
Il existe un ouvrage en partie similaire intitulé Vimuttimagga(« Traité sur le chemin de la libération »), dû à un auteur du nom de Upatissa, qui le composa un peu avant le Ve siècle; on trouve déjà dans ce livre la mise en œuvre de la voie en termes de triple entraînement de la moralité, de la méditation et de la sagesse, et il est clair que Buddhaghosa y eut recourt et qu'il s'en inspira pour composer le Visuddhimagga. Toutefois, le texte de Upatissa est beaucoup plus court. Par ailleurs, tandis que Buddhaghosa donne un ouvrage ancré dans la doctrine très stricte du Mahavihara, Upatissa semble avoir fait partie d'une secte appelée Abhayagiri (relevant du monastère du même nom) qui aurait été influencée par la pensée du bouddhisme mahâyâna.

## Contenu du livre
Le livre se compose de trois parties, traitant respectivement de la discipline — ou éthique (sīla), la concentration méditative (samādhi), et la sagacité ou sagesse (paññā), réparties en vingt-trois chapitres: deux pour la première partie, onze pour la méditation et dix pour la sagesse,.

### Première partie — «La discipline»
La discipline, l'éthique, est la première partie de l'entraînement bouddhique, qui permet de cultiver la première pureté (à savoir la discipline). Il s'agit essentiellement de la discipline qui concerne essentiellement les moines, même si elle peut aussi concerner tout pratiquant laïc. Il ne s'agit pas seulement une morale, mais d'une discipline extérieure et intérieure qui permet de contrôler pensées, paroles et actions — et de les mettre en harmonie mutuelle — et qui vise à respecter tant autrui que soi-même.
Elle se divise en deux chapitres. La première partie détaille la discipline : définition et caractéristiques, les différentes formes qu'elle prend, et on a ainsi les règles que le moine doit suivre. Le deuxième, « Les moyens rigoureux », expose aussi des austérités destinées à purifier les éventuelles souillures qui entachent la discipline. Il ne s'agit pas de mortifications (que le bouddhisme rejette) mais un ensemble de treize pratiques (dhutanga) qui permettent au moine de « purifier totalement sa conduite », et ainsi de préparer l'étape de la concentration.

### Deuxième partie — «La concentration»
C'est la deuxième partie de l'entraînement bouddhique : samatha bhavana, qui permet de cultiver la deuxième pureté.
Il s'agit d'abord (chap. III) de donner au moine un certain nombre d'instructions pratiques, qui lui permettent par exemple de savoir comment procéder pour trouver un monastère, une place où pratiquer, un maître. Le texte continue en décrivant ensuite les différents stades de la concentration méditative: l'atteinte de la concentration de proximité, puis des quatre jhāna, en utilisant comme objet la globalité de la terre (chap. IV). Cette partie décrit également quarante objets de pratique permettant de se concentrer (chap. V à XI), ainsi que les méthodes de vipassanā (chap. XII-XIII).

### Troisième partie - La sagesse
Ce troisième aspect de l'entraînement bouddhique est traité dans les parties III et IV, intitulées respectivement « le terrain de la sagacité » et « la sagacité ».

#### «Le terrain de la sagacité»
Il s'agit de la partie théorique, qui expose les « bases de la sagacité », de la sagesse. On y trouve les éléments suivants:
- les cinq agrégats (khandha) (chap. XIV) ;
- les douze domaines (āyatana) et les dix-huit éléments (dhātu) chap. XV ;
- les vingt-deux facultés (indriya) et les quatre nobles vérités (chap. XVI) ;
- la coproduction conditionnée et la roue de l'existence (chap. XVII).

#### «La sagacité» ou les cinq puretés
Le traité de Buddhaghosa se termine par une présentation de vipassana bhavana. La pratique bouddhique permet ainsi de cultiver cinq puretés : 
- « la pureté de la vue » (chap. XVIII) ;
- « la pureté dans l'élimination des doutes » (chap. XIX) ;
- « la connaissance du chemin et du non chemin » (chap. XX) ;
- « la connaissance et vision du parcours » (chap. XXI) ;
- « la connaissance et vision » (chap. XXIII).

L'ouvrage se clôt sur un dernier chapitre, le XXIII, intitulé « Les avantages de la sagacité ».